# Ждимерка
Ждимерка — река в России, протекает по Знаменскому району Орловской области. Правый приток Нугри.
Берёт начало у деревни Липовка, течёт на север. На реке расположено село Ждимир. Устье реки находится у деревни Бельдино в 86 км от устья Нугри. Длина реки составляет 10 км.

## Данные водного реестра
По данным государственного водного реестра России относится к Окскому бассейновому округу, водохозяйственный участок реки — Ока от города Орёл до города Белёв, речной подбассейн реки — бассейны притоков Оки до впадения Мокши. Речной бассейн реки — Ока.
Код объекта в государственном водном реестре — 09010100212110000018599.